# Uvariopsis bakeriana
Uvariopsis bakeriana là loài thực vật có hoa thuộc họ Na. Loài này được (Hutch. & Dalziel) Robyns & Ghesq. miêu tả khoa học đầu tiên năm 1933.